# Этноплюрализм
Этноплюрализм — ультраправая и связанная с неофашизмом модель, в соответствии с которой предлагается основать самоуправляемые регионы, разделённые по национальности. Сторонники описывают её как альтернативу мультикультурализму, которая попытается предотвратить культурную ассимиляцию и гомогенизацию. Движение за этноплюрализм тесно связано с «новыми правыми» и французским академиком Аленом де Бенуа.

## Описание
Этноплюрализм был предложен некоторыми из европейских радикальных правых для продвижения национализма. Реализация этой политики потребует проведение этнических чисток для создания отдельных территорий для различных этнических групп.
Этноплюрализм подчёркивает разделение различных этнических и культурных групп, в отличие от культурной интеграции и внутрикультурного разнообразия. Он стал частью идеологических установок европейских «новых правых», которые использовали этноплюрализм для выражения своего предпочтения культурной идентичности отдельных групп и несогласия с гетерогенностью в государствах. Эти взгляды на культуру, национальность и расу стали популярными среди нескольких правых и ультраправых групп в Европе с 1970-х годов, и были также освещены в некоторых постмодернистских левых источниках, таких как Telos.
Этноплюралисты используют концепцию культурных различий для утверждения «права на различия», предлагая региональные политики этнического и расового сепаратизма. Среди этноплюралистов нет единого определения вхождения в ту или иную группу, так же как и нет их гипотетических границ. Некоторые этноплюралисты выступают за ограничение населения Европы «настоящими европейцами», в то время как другие предлагают меньшее разделение, похожее на этнический коммунитаризм. Хотя некоторые этноплюралисты не против того, чтобы европейские мусульмане остались жить в Европе, евреи и цыгане в их планах обычно выдворяются за пределы Европы. Французский философ из числа «новых правых», Ален де Бенуа, утверждает, что коренные культуры Европы «находятся под угрозой», и что панъевропейский национализм, основанный на этноплюрализме, остановит это. Бенуа предлагает максимально небольшие этнические и социальные территории, чтобы мусульманам было разрешено жить в гетто, подчинённых шариату.
Согласно этномузыкологу Бенджамину Тейтельбауму, термин «этноплюрализм» был впервые использован немецким социологом Хеннингом Эйхбергом в эссе, написанном против западного и европейского европоцентризма.